# Onthophagus zuninoi
Onthophagus zuninoi là một loài bọ cánh cứng trong họ Bọ hung (Scarabaeidae).